# Jenisej Krasnojarsk (piłka nożna)
Jenisej Krasnojarsk (ros. «Енисе́й» Красноярск), właśc. Awtonomnaja niekommierczeskaja organizacyja Futbolnyj kłub „Jenisiej” (ros. Автономная некоммерческая организация Футбольный клуб «Енисей») – rosyjski klub piłkarski z Krasnojarska, miasta nad rzeką Jenisej, na Syberii.

## Historia
Chronologia nazw:
- 1937 i 1957–1967: Lokomotiw Krasnojarsk («Локомотив» Красноярск)
- 1968–1969: Rasswiet Krasnojarsk («Рассвет» Красноярск)
- 1970–1990: Awtomobilist Krasnojarsk («Автомобилист» Красноярск)
- 1991–2010: Mietałłurg Krasnojarsk («Металлург» Красноярск)
- 2010–2011: Mietałłurg-Jenisej Krasnojarsk («Металлург-Енисей» Красноярск)
- od 2011: Jenisej Krasnojarsk («Енисей» Красноярск)

Piłkarska drużyna Lokomotiw została założona w 1937 w mieście Krasnojarsk. W tymże roku zespół debiutował w Mistrzostwach ZSRR w 5.lidze (Grupie D). Zajął ostatnie 7. miejsce i został rozformowany. Dopiero w 1957 ponownie startował w Klasie B, grupie Dalekowschodniej.
Po reformie systemu lig ZSRR w 1963 okazał się w niższej Klasie B, grupie 5, w której występował do 1989, z wyjątkiem sezonów 1968 i 1969, kiedy to jako Rasswiet Krasnojarsk reprezentował miasto w Drugiej Grupie A. W 1970 klub zmienił nazwę na Awtomobilist Krasnojarsk.
W 1990 i 1991 występował w Drugiej Niższej Lidze.
W Mistrzostwach Rosji już jako Mietałłurg Krasnojarsk startował w Pierwszej Lidze, grupie Wschodniej, w której występował dwa sezony, a potem kolejne dwa sezony w Drugiej Lidze, grupie Wschodniej.
W 1996 klub na rok powrócił do Pierwszej Ligi, ale zajął przedostatnie 21. miejsce i został oddelegowany z powrotem. Klub kolejne dwa lata spędził w Drugiej Lidze, grupie Wschodniej i od 1999 już na dłużej zagościł w Pierwszej Dywizji.
Od 2003 klub występwał w Drugiej Dywizji, grupie Wschodniej, z wyjątkiem 2006, kiedy to jeden sezon zagrał w Pierwszej Dywizji.
16 lutego 2010 zmienił nazwę na Mietałłurg-Jenisej, a w następnym roku na Jenisej Krasnojarsk. Od 2010 brał udział w rozgrywkach Pierwszej Dywizji. W sezonie 2012/13 Jenisej dotarł do ćwierćfinału Pucharu Rosji, pokonując Rubin Kazań i SKA-Chabarowsk, lecz ulegając CSKA Moskwa.
Sezon 2016/17 zespół zakończył na trzecim miejscu kwalifikując się do baraży o Priemjer-Ligę, w których jednak poniósł porażkę z Arsenałem Tuła. W sezonie 2017/18 Jenisej ponownie zajął trzecie miejsce w Pierwszej Dywizji i po raz drugi wziął udział w barażach. Tym razem zwyciężył w dwumeczu z Anży Machaczkała i awansował.
Swój pierwszy punkt w Priemjer-Lidze Krasnojarcy zdobyli remisując w 3. kolejce z CSKA Moskwa, natomiast pierwsze zwycięstwo odnieśli w 5. kolejce pokonując 1–0 Krylia Sowietow Samara. W całym sezonie Krasnojarcy ugrali 20 punktów, co nie wystarczyło do utrzymania. Jenisej zajął ostatnie (16.) miejsce, do strefy barażowej zabrakło 6 punktów.

## Osiągnięcia
- 2. miejsce w Klasie B ZSRR, grupie 7: 1959
- 1/4 finału w Pucharze ZSRR: 1958
- 3. miejsce w Pierwszej Dywizji: 2017, 2018
- 1/2 finału Pucharu Rosji: 2022